# Creatonotos philippinensis
Creatonotos philippinensis là một loài bướm đêm thuộc phân họ Arctiinae, họ Erebidae.